# Vipsânia Pola
Vipsânia Pola (em latim: Vipsania Polla) era a filha de Lúcio Vipsânio Agripa e irmã de Marco Vipsânio Agripa, general e estadista do século I a.C. que atuou como um grande colaborador do imperador Augusto (r. 27 a.C.–14 d.C.). Pouco se sabe sobre ela, exceto que teria vivido para além de 12 a.C., data da morte de Agripa, e que teria concluído o posteriormente conhecido Pórtico de Vipsânia que localizava-se no Campo de Agripa, no Campo de Marte.